# فيدال راموس
فيدال راموس هو سياسي برازيلي، ولد في 24 أكتوبر 1866 في لاخيس في البرازيل، وتوفي في 2 يناير 1954 في ريو دي جانيرو في البرازيل. انتخب federal deputy of Santa Catarina ‏ وانتخب عضو مجلس الشيوخ من البرازيل ‏.